# Semiothisa lamitaria
Semiothisa lamitaria là một loài bướm đêm trong họ Geometridae.